# Волшебная сила
«Волшебная сила» — советский художественный музыкальный телефильм режиссёра Наума Бирмана по сценарию Виктора Драгунского, объединённый темой школы и воздействия на людей искусства — кино, литературы и театра.

## Сюжет
Фильм состоит из трёх новелл, действие которых происходит в начале 1970-х годов в Ленинграде, и объединён оркестром девушек-мажореток, связывающих истории.

### Мстители из 2-го «В»
Учительница 2-го класса «В» объявляет ребятам, что завтра они все вместе идут в кинотеатр на приключенческий фильм «Неуловимые мстители». Но второклассники, забыв, что находятся в кинотеатре, решают «помочь нашим» и стреляют в экран из рогаток и игрушечных пистолетов. Позже директор школы конфискует у детей «оружие», но ребят это не огорчает — даже по дороге домой они обсуждают, как «попали в Лютого».

### Здравствуй, Пушкин!
Семиклассник Вова приглашает свою одноклассницу Свету на литературный бал во Дворец пионеров. Вечерняя встреча с любимой девочкой несколько омрачается тем, что оказавшиеся рядом одноклассники собираются во Дворец с ними, а позже один из ребят начинает танцевать со Светой. Удручённый Вова с горя переедает мороженого и заболевает. Света пишет ему письмо, текст которого взят из письма Татьяны к Онегину. Мама советует Вове прочитать этот роман Пушкина. Прочитав роман и выздоровев, Вова мирится со Светой.

### Волшебная сила искусства
Пожилая учительница встречает на улице своего бывшего ученика, ставшего знаменитым артистом. В разговоре ученик узнаёт, что учительница получила комнату в коммунальной квартире, но только живётся ей там несладко — наглые супруги Мордатенковы, которые поставили себя хозяевами квартиры, грубят и даже выкинули её кухонный столик. Артист, решив усмирить соседей, приходит в квартиру учительницы под видом хамоватого хулигана якобы по объявлению об обмене комнаты.
Мордатенковы, подслушав его разговор с соседкой, понимают, что если незваный гость заселится в её комнату, то им житья не будет: незнакомец, помимо жены, обещает привезти с собой двух сыновей, беременную невестку, пожилых родителей и брата-алкоголика, а в ванне решает засаливать на зиму огурцы; кроме того, он грубо ведёт себя с Мордатенковыми. Уходя, «жулик» обещает взяться за них. В итоге соседи перевоспитываются и даже покупают учительнице новый столик, только бы она не уехала.

## В ролях

### «Мстители из 2-го „в“»
- Людмила Сенчина — Лариса Павловна, учительница 2-го «В» (в титрах — Людмила Сенчин)
- Николай Трофимов — директор школы
- Костя Цепкаев — Денис Кораблёв, ученик 2-го «В»
- Мила Васютинская — Ксения Бахтина, ученица 2-го «В»
- Игорь Богданов — Миша Колесниченко, ученик 2-го «В»

### «Здравствуй, Пушкин!»
- Нина Ургант — мама Вовы
- Таня Доронина — Света, ученица 7-го «В»
- Игорь Королёв — Вова Л., ученик 7-го «В»
- Ваня Цанов — «Онегин», ученик 7-го «В», пригласивший Свету на танец
- Слава Горошенков — ученик 7-го «В»
- Дима Рапопорт — ученик 7-го «В»

### «Волшебная сила искусства»
- Аркадий Райкин — артист, бывший ученик Елены Сергеевны
- Ирина Гошева — Елена Сергеевна Сергеева, учительница
- Павел Панков — Харитон Мордатенков, сосед Елены Сергеевны по коммунальной квартире
- Анна Лисянская — Мордатенкова, жена Харитона

## Съёмочная группа
- Автор сценария — Виктор Драгунский
- Режиссёр-постановщик — Наум Бирман
- Главный оператор — Александр Чиров
- Главный художник — Алексей Федотов
- Монтаж Марии Пэн
- Композитор — Александр Колкер
- Автор текста песен — Ким Рыжов
- Танцы в постановке Кирилла Ласкари
- Звукооператор — Борис Хуторянский
- Хореограф — Кирилл Ласкари
- Директор картины — Иосиф Шурухт
- Песни исполняют:
  - Елена Дриацкая
  - Вячеслав Бесценный
  - Людмила Сенчина
  - Николай Трофимов